# Теорије завјере о атентату на Мартина Лутера Кинга
Теорије завјере о убиству Мартина Лутера Кинга, истакнутог лидера покрета за грађанска права, односе се на различите приказе инцидента који се догодио 4. априла 1968. године у Мемфису. Кинг је убијен на балкону мотела Лорејн, дан након што је одржао свој завршни говор под називом „Био сам на врху планине“. Убрзо су се појавиле тврдње о сумњивим аспектима његовог убиства и контроверзној улози наводног убице Џејмса Ерла Реја. Иако је његово потврдно изјашњавање о кривици елиминисало могућност суђења пред поротом, Реј се за неколико дана повукао и тврдио да је његово признање било изнуђено. Сумње је додатно изазвала потврда о незаконитом надзору Кинга од стране ФБИ и ЦИА.
Године 1979. Одабрана комисија Представничког дома Конгреса Сједињених Држава за атентате (HSCA) закључила је да постоји вјероватноћа завјере у убиству Кинга и да је Реј био жртвени јарац. Године 1999, порота мјешовитих раса у грађанској парници у Мемфису, донијела је једногласну пресуду да је Кинг убијен као резултат завјере у којој је учествовала и влада САД, између осталих и особа по имену Раул. Након пресуде, Корета Кинг је рекла да постоје бројни докази о завјери.

## Позадина
Мартин Лутер Кинг, афроамерички свјештеник, вођа покрета за грађанска права и добитник Нобелове награде за мир, стигао је у Мемфис да подржи штрајк црних санитарних радника у априлу 1968. године. На дан 4. априла, дан након што је одржао говор под називом „Био сам на врху планине“, убијен је на балкону другог спрата, испред собе 306 у мотелу Лорејн, у 18:01. Након пуцњаве, хитно је превезен у болницу Светог Јосифа, гдје је преминуо у 19.05 часова. Његове последње ријечи биле су упућене музичару Бену Бранчу, који је требало да наступи те вечери на планираном догађају, а коме је рекао: „Бене, побрини се да одсвираш Take My Hand, Precious Lord‘ на састанку вечерас. Одсвирај га стварно лијепо.“
Соломан Џонс је био волонтер који је често возио Кинга по граду док је био у Мемфису. Након што је чуо пуцње, истрчао је на улицу, а касније је испричао полицији оно што је видио те ноћи: „могао сам да видим особу у шипражју на западној страни Мулберија окренуту леђима, која је изгледала као да има капуљачу преко главе.” Наредног дана, полицајци одјељења полиције Мемфиса, уклонили су жбуње и уништили мјесто злочина.

### Џејмс Ерл Реј
Џејмс Ерл Реј је рођен у сиромашној породици 1928. године, изван Сент Луиса. Служио је војску у Западној Њемачкој после Другог свјетског рата, прије него што је нечасно отпуштен. Отпутовао је у Лос Анђелес гдје је опљачкао кафић и осуђен је на 90 дана. Године 1955. након низа ситних злочина, од пљачке таксисте за 11 долара до пљачке поште, осуђен је на 45 мјесеци у савезном затвору у Левенворту. Условно је пуштен 1959. године. На дан 10. октобра 1959. он и Џејмс Овенс, још један бивши осуђеник, опљачкали су продавницу Крогер у Сент Луису. Реј је осуђен на 20 година затвора у затвору државе Мисури, у Џеферсон Ситију. На дан 23. априла 1967. побјегао је из затвора у пекарском камиону за доставу. Он је тврдио да је тада постао револвераш са плавокосим Кубанцем, водитељем по имену „Раул“. Изјавио је да га је Раул упутио да купи пушку коришћену у атентату и да одсједне у хотелу Лорејн.
Поподне 4. априла, Реј се пријавио у пансион у Мемфису, са баром под називом Jim's Gril на првом спрату, а платио је 8,50 долара за недељни боравак. Задњи дио пансиона био је окренут ка мотелу Лорејн, преко пута улице Мулбери. Он је идентификован по отисцима прстију на пиштољу који је оставио. У вези са Рејовим наводним пиштољем, Мартин Лутер Кинг III је рекао:„то оружје није било оружје. Намјераваш да убијеш некога и онда бациш пиштољ тамо?“
Реј је 24. априла добио канадски пасош и купио авионске карте од Торонта до Лондона, гдје га је 8. јуна ухапсио ФБИ. Наводно је покушавао да дође до Родезије којом је владала бијела мањина. Дана 10. марта 1969. изјаснио се кривим за убиство Кинга и добио је затворску казну од 99 година без суђења. Његова молба га је спасила од вјероватноће смртне казне. Током кратког суђења за изрицање казне, Реј је „скочио на ноге“ када су се тужилаштво и његов бранилац — Перси Форман, сложили да није било завјере. Истакао је да његово изјашњавање о кривици не мора да значи да други нису били умијешани. Неколико дана након изјашњавања, одустао је од признања и тврдио је да је невин.
Године 1998. Реј је умро у затвору од компликација усљед хроничне инфекције хепатитисом Ц. Његови кремирани посмртни остаци пребачени су у Ирску, јер није желио да његово последње почивалиште буде у Сједињеним Државама због начина на који га је влада третирала.

## Заговорници теорија завјере

### Вилијам Пепер
Рејеве тврдње о невиности привукле су Вилијама Пепера, који је био Кингов пријатељ, а који је након тога, већи дио свог живота провео борећи се за Рејево ослобађање. Покрет за грађанска права — Конференција јужнохришћанског руководства (СЦЛЦ), чији је Кинг био први предсједник, похвалила је Пепера за његову „непрестану посвјећеност у потрази за правдом“. Пеперове жалбе вишим судовима, као и Врховном суду, нису успјеле. Он је изјавио: „Изгледало је као да смо на крају пута и онда сам дошао на идеју, ‚Па, види, зашто не покушамо да имамо право суђење на телевизији?‘“ На телевизији HBO, емитовано је лажно суђење, а телевизијски жири прогласио је Реја невиним.
У јуну 1997, Пепер је гостовао у емисији „Прекретница“ на телевизијској мрежи American Broadcasting Company. Он је говорио о теорији коју је изнио у својој књизи Наређења за убиство: Истина иза убиства Мартина Лутера Кинга млађег. Према његовој теорији, хитни тим из 20. групе специјалних снага требало је да убије Кинга ако полицијски стријелац не успије. Ту групу је наводно водио човјек по имену Били Ајдсон, за кога је Пепер тврдио да је у међувремену убијен у заташкавању. Ајдсон је тада доведен пред камеру и одбио је да се рукује са Пепером, а касније је покренуо тужбу од 15 милиона долара против Пеперовог издавача, која је намирена за непознат износ.

### Марк Лејн
Марк Лејн, који је у јавности био познат по теоријама завјере о атентату на Џона Кенедија, једно вријеме је био Рејев адвокат. Он је тврдио да је Реј био невини пион у владиној завјери. Лејн је написао књигу Убиство у Мемфису, са Диком Грегоријем (претходно под називом Шифра Зоро, по имену Централне обавјештајне агенције за Кинга) о убиству Кинга, у којем је навео завјеру и прикривање владе. Лејн је представљао Џејмса Ерла Реја, Кинговог наводног убицу, пред истрагом Комисије за убиства Представничког дома (HSCA) 1978. HSCA је у свом извјештају написала о Лејну: „многе од навода о завјери које је комисија истраживала први је изнио Марк Лејн.“ Он је написао аудио документарну драму „Суђење Џејмсу Ерлу Реју“, која је емитована на радио станици KPFK 3. априла 1978, доводећи у сумњу Рејеву кривицу.

## Балистика
Оригинални тестови ФБИ на метку који је убио Кинга и ловачкој пушци .30-06, према мишљењу теоретичара, били су неубједљиви. Године 1997. спроведени су тестови којима је упоређено 12 пробних метака из пушке наводног убиства и метка који је убио Кинга. Експерт за балистику — Роберт Хатавеј, истакао је да метку који је убио Кинга недостају референтне тачке које се налазе на испаљеним пробним мецима. Јединствене ознаке цијеви нису могле да се нађу на убитачном метку.

## Претходно узнемиравање од стране ФБИ
Едгар Хувер, директор ФБИ, прогласио га је „најозлоглашенијим лажовом у земљи“. Кинг је био под присмотром ФБИ од Монтгомеријевог бојкота аутобуса 1956, а почели су да прислушкују његове телефоне 1963. године. Он је 1964. изразио свој бијес према ФБИ, изјављујући да је он „потпуно неефикасан у рјешавању континуираног хаоса и бруталности која се наноси Црнцима на дубоком југу“. Након Кингове смрти, ФБИ је водио истрагу о атентату. Дана 1. новембра 1971. бивши шеф обавјештајних операција ФБИ — Вилијам Саливан, свједочио је пред комисијом Сената за проучавање владиних операција у вези са обавјештајним активностима, гдје је навео да у „рату” против Кинга „није било забрањено држање”. У интерном документу ФБИ, изражена је забринутост да би ово могло да изазове сумњу у умијешаност ФБИ у атентат.
Са циљем да представи Кинга као комунисту, Хувер је 1962. године рекао генералном тужиоцу — Роберту Ф. Кенедију, да је Кинг „тајни члан Комунистичке партије“, што је Кенедија навело да одобри прислушкивање. У другим документима ФБИ, написано је: „Кинг је у Комунистичкој партији САД описан као прави, искрени марксиста-лењиниста од врха главе до врхова прстију“. Три недеље прије убиства, ФБИ је у интерним документима напао Кинга због његовог „срдачног“ комунизма и његове „марксистичко-лењинистичке линије“. Након поновљених тврдњи да су он и Покрет за грађанска права повезани са комунизмом, Кинг је у Мисисипију изјавио: „Мука ми је и уморан сам од људи који говоре да су се у овај покрет инфилтрирали комунисти ... У овом покрету за слободу има исто толико комуниста колико има Ескима на Флориди.“
У једном од меморандума, Хувер је рекао да је Кинг „мачак са опсесивним дегенерисаним сексуалним нагонима“. У документима ФБИ, у вези са учесником на једној од Кингових конференција, написано је:, „један црнац који је присуствовао, касније је изразио своје гађење према закулисном опијању, блуду и хомосексуалности“. У документу је такође наведено: „неколико црначких и бијелих проститутки је доведено из области Мајамија. Цјелоноћна сексуална оргија одржана је са овим проституткама и неким од делегата.“ ФБИ је такође послао поштом наводне сексуалне снимке Кингове прељубе и писмо Корети Скот Кинг, у покушају да уништи њихов брак. Корета је касније изјавила: „нисам могла много да схватим од тога, било је то само много глупости.“ У писму је Кинг оптужен да је „сексуално психотичан“ и „колосална превара“, а такође је упозорен да му се „приближава крај“ и да је „готов“.

## Полиција Мемфиса
Узнемирен због Кинговог марша, град Мемфис је поднио званичну жалбу против њега и организације СЦЛЦ. Када се Кинг вратио у град 3. априла 1968. стављен је под надзор одјељења полиције Мемфиса. На аеродрому су га пратила два црна полицајца у цивилу — детектив Едвард Редит и полицајац Вили Ричмонд. Истовремено, полиција Мемфиса је такође одредила четири човјека да штите Кинга, али је његова пратња рекла полицији да није тражила њихову помоћ. Када је полиција питала где је Кинг одсјео, велечасни Џејмс Лосон је одговорио: „нисмо се у потпуности одлучили“. Полиција је и даље пратила Кинга до мотела Лорејн. Полицијска заштита је остала у његовој близини све док нису позвани у полицијску станицу у 5:05. Један од четворице мушкараца, инспектор Тајнс, касније је изјавио да овај повратни позив није био планиран и да не зна зашто се то догодило. Шеф полиције — Џејмс Макдоналд, истакао је да се не сјећа ове полицијске заштите или било каквог „повратног позива“. У оближњој Ватрогасној станици број 2, два црна детектива су наставили да прате Кинга. Убрзо после поднева, детектив Редит је примио претећи телефонски позив од једне жене, која му је рекла да се „огријешио о црнце“. Редиту је тада речено да се врати у полицијску станицу, као и да су му упућиване пријетње по живот и да његова породица мора да остане у локалном мотелу под лажним именом. Он је одбио да премјести породицу због болесног рођака, а у вријеме када је полицијски ауто стигао испред његове куће, на радију је јављено да је Кинг убијен. У наредних неколико дана, Редит више није чуо за наводне пријетње. Два црна ватрогасца из станице број 2 су такође добила слободан дан. Према ФБИ, ова станица је имала „одличан видиковац“ према мотелу Лорејн. Полиција се такође инфилтрирала у Инвајдерсе, локалну црначку милитантну групу која је често пружала заштиту Кингу. Једини доушник је почео да га прати у фебруару 1968, само два мјесеца прије Кинговог убиства. Он је био присутан у дворишту мотела када је Кинг убијен. Осим тога, ФБИ је имао пет плаћених доушника унутар полицијске управе Мемфиса.

## Мишљења Кингове породице и сарадника
Породица Кинг је дуго истицала да вјерује у завјеру и Рејеву невиност. Његов најмлађи син — Декстер Скот, сусрео се са Рејем у затвору 1997. године гдје му је рекао: „па, колико год ово изгледало незгодно, желим да знаш да ја вјерујем у тебе и да моја породица вјерује у тебе и урадићемо све што је у нашој моћи да покушамо да се увјеримо да ће правда побиједити. И док је 11. час, увијек сам била духовна особа и вјерујем у Провиђење." Кингова ћерка — Бернис, изјавила је: „боли ме срце што је Џејмс Ерл Реј морао да проведе свој живот у затвору плаћајући за ствари које није урадио. Свакако ми је јасно да је постојала завјера, од владе до мафије.“ Његова супруга — Корета Скот, на конференцији за новинаре 1999. године изјавила је: „постоји обиље доказа о великој завјери на високом нивоу... Мафија, локалне, државне и савезне владине агенције, биле су дубоко укључене у атентат на мог мужа... Господину Реју је намјештено да преузме кривицу.“
Многи који су радили са Кингом, такође верују да је постојала завјера. Демократски представник — Џон Луис, изјавио је: „мислим да је постојала велика завјера да се доктор Кинг уклони са америчке сцене. Не знам шта се догодило, али истина о томе шта се десило доктору Кингу треба да буде доступна историје ради.“ Ендру Јанг, бивши амбасадор Уједињених нација и градоначелник Атланте који је био у мотелу Лорејн са Кингом када је убијен, изјавио је: „не бих прихватио чињеницу да је Џејмс Ерл Реј повукао окидач и то је све што је важно.“ Џејмс Лосон, који је био пастор у Мемфису и један од ментора Мартина Лутера Кинга, почео је да посјећује Реја у затвору 1969. године, након чега је изјавио: „било је ствари у Мемфису које су биле сумњиве и које су ми изазвале питања. Никад нисам видио одговоре на та питања. Задовољан сам ван сваке сумње што Џејмс Ерл Реј није повукао окидач нити је сковао завјеру да убије Мартина Лутера Кинга.“

## Истрага Владе

### Одабрана комисија Представничког дома за атентате
Одабрана комисија Представничког дома Конгреса Сједињених Држава за атентате (HSCA), основана је 1976. да би истражила убиства Џона Кенедија и Кинга. Године 1979, у њиховом коначном извјештају, закључено је: „након испитивања Рејевог понашања, његовог карактера и његових расних ставова... Комитет је утврдио да се не може сложити ни са једним од прихваћених објашњења за Реја као усамљеног убицу. Преовлађујући мотив лежи у очекивању новчане добити. Комитет је закључио да постоји вјероватноћа завјере у убиству доктора Кинга.“ Они су истакли да је то највјероватније била завјера јужњачких група за супериорност бијеле расе, као и да је Реј дјеловао само због награде за Кингову главу. Они су такође објавили да ниједна федерална, државна или локална владина агенција није била умијешана у убиство Кинга. Главни савјетник HSCA — Роберт Блејки, изјавио је да ако су ЦИА или ФБИ били умијешани, сви инкриминишући документи су вјероватно уништени много прије 1979. године. Иста комисија је такође утврдила да постоји „велика вјероватноћа да су најмање двојица наоружаних људи пуцала на предсједника“, док је разматрала атентат на Кенедија.

### Грађанска тужба у Мемфису
Године 1993. Лојд Џоуерс се појавио у програму Ударни термин уживо на каналу ABC News, гдје је истакао да му је наводни локални мафијаш Франк Либерто платио 100.000 долара да помогне у организацији Кинговог убиства. Џоуерс је држао кафић на првом спрату стамбене куће из које је Реј наводно упуцао Кинга. Задња врата његове радње водила су до жбуња које је уклонило одјељење полиције Мемфиса. Џоуерс је ћутао двадесет пет година након Кинговог убиства, али је своје признање дао тек након Рејевог лажног суђења на телевизији HBO. Тврдио је да је био дио веће завјере да се убије Кинг и да је Реј подметнут као жртва. Истакао је је да су умијешани „Раул“, полицајци Мемфиса и мафија, а именовао је поручника полиције Мемфиса — Ерла Кларка, као стријелца.
Године 1999. у грађанској тужби коју је поднијела Корета Скот Кинг, наводи се да су Џоуерс и други били у завјери да убију Кинга. Породица се обратила Вилијаму Пеперу, који је бранио Реја у његовом лажном суђењу на телевизији HBO, да их заступа у тужби неправедне смрти — „породица Кинг против Лојда Џоуерса и других непознатих завјереника“. Током четворонедељног суђења, Пепер је изнио преко 70 свједока и хиљаде докумената. Џоуерс је свједочио да је Реј био само жртвени јарац и да је полицајац из Мемфиса — Ерл Кларк, заправо испалио смртоносне метке.
Пороти мјешовитих раса која је саслушала случај, требало је само један сат разматрања да би донијела једногласну пресуду: да је Кинг убијен као резултат завјере. У пресуди су означили да је Џоуерс одговоран за атентат, као и да су „владине агенције“ биле међу завјереницима. Породици Кинг је одобрено 100 долара које су тражили на име одштете, а они су то видјели као оправдање. Кингов син Декстер, након суђења је изјавио: „ово је период на крају реченице. Зато, молим вас, након данашњег дана, не желимо питања попут: ‚Да ли вјерујете да је Џејмс Ерл Реј убио вашег оца?‘ Слушам то цијелог живота. Не, не и ово је крај.“ убица је био официр полиције у Мемфису, поручник Ерл Кларк“. Корета Кинг је након пресуде рекла да постоје бројни докази о умијешаности владе и мафије у завјеру, као и да је Реју намјештено да преузме кривицу.
Године 2000. државни тужилац Јанет Рено, изјавио је да, након преиспитивања атентата, нису пронађени докази о завјери. По његовом мишљењу, свједоци који су подржавали Џоуерса, нису били вјеродостојни или су били контрадикторни. Он је истакао да је убијеђен да је Џоуерс измислио своју причу за финансијску награду. Министарство правде је објавило извјештај на 150 страница, у којима су наведене бројне недосљедности у Џоуерсовим изјавама, а такође је закључено да нема доказа да је Франк Либерто припадао мафији и да је било завјере за атентан. Џоуерс је умро годину дана након суђења.
Џералд Познер, истраживачки новинар који је написао књигу Убијање сна, у којој је написао да је Реј био убица, након пресуде је изјавио: „веома ме узнемирава што је правни систем у Мемфису коришћен на тако бешћутан и фарсичан начин. Ако је породица Кинг жељела печат сопственог погледа на чињенице, то су и добили.“ Роберт Блејки је такође критиковао Пеперове теорије о том случају.